# Espai liminal

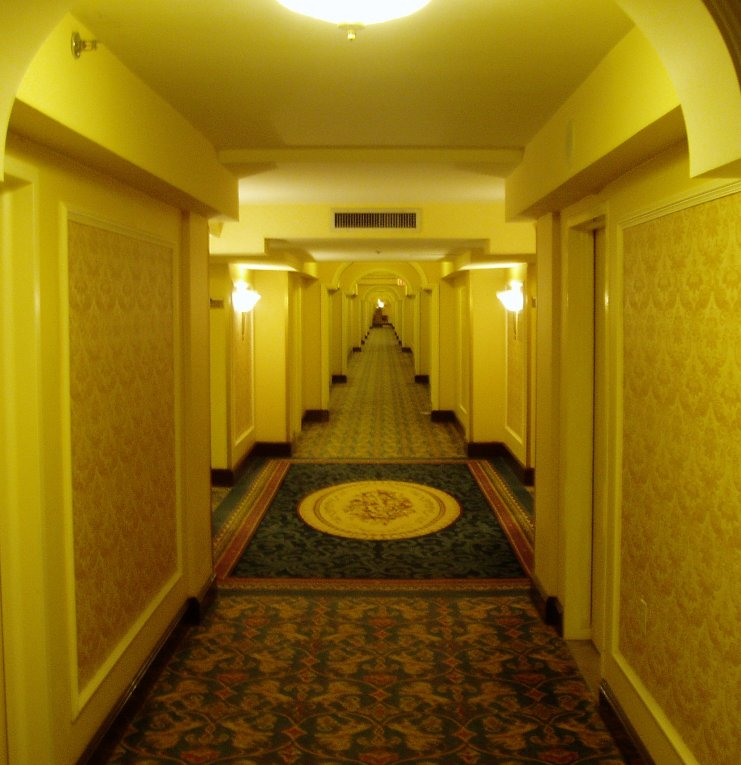
Una imatge d'un passadís d'hotel buit, un exemple d'un espai liminal.

Els espais liminals són un fenomen estètic d'Internet que consisteix en la representació de llocs buits o abandonats que transmeten una sensació d'ansietat donada la seva imatge inquietant, desolada i, sovint, surrealista. Pertanyent al concepte de liminalitat, els espais liminals poden ser llocs de transició, com a passadissos o àrees de descans, però també llocs amb un atractiu nostàlgic, com a parcs infantils i cases buides. En general, les imatges de l'espai liminal representen llocs anormalment buits i onírics.
La recerca del Journal of Environmental Psychology ha relacionat l'aspecte estrany dels espais liminals amb el concepte de vall inquietant en l'àmbit de l'arquitectura i els llocs físics. Un article de Pulse: the Journal of Science and Culture ha atribuït aquesta inquietud a llocs familiars que manquen del seu context observat habitualment.
L'estètica va guanyar popularitat el 2019 després que una publicació a 4chan amb el títol The Backrooms es tornés viral, ja que la imatge utilitzada era la d'un espai liminal. Des de llavors, les imatges de l'espai liminal s'han publicat en Internet, fins i tot en Reddit, Twitter i TikTok.

## Característiques
En termes generals, un espai liminal s'utilitza per a descriure un lloc o estat de canvi o transició; això pot ser físic (per exemple, una porta) o psicològic (per exemple, el període de l'adolescència). Segons Victor Turner a The Ritual Process: Structure and Anti-Structure, es tracta del període transitori entre un primer estat (de separació) i un segon estat (de convergència). Les imatges de l'espai liminal sovint representen aquest sentit de «intermedi», capturant llocs de transició (com a escales, camins, passadissos o hotels) inquietantment desproveïts de persones. L'estètica pot transmetre estats d'ànim d'inquietud, surrealisme, nostàlgia o tristesa, i provocar respostes tant de comoditat com d'inquietud.

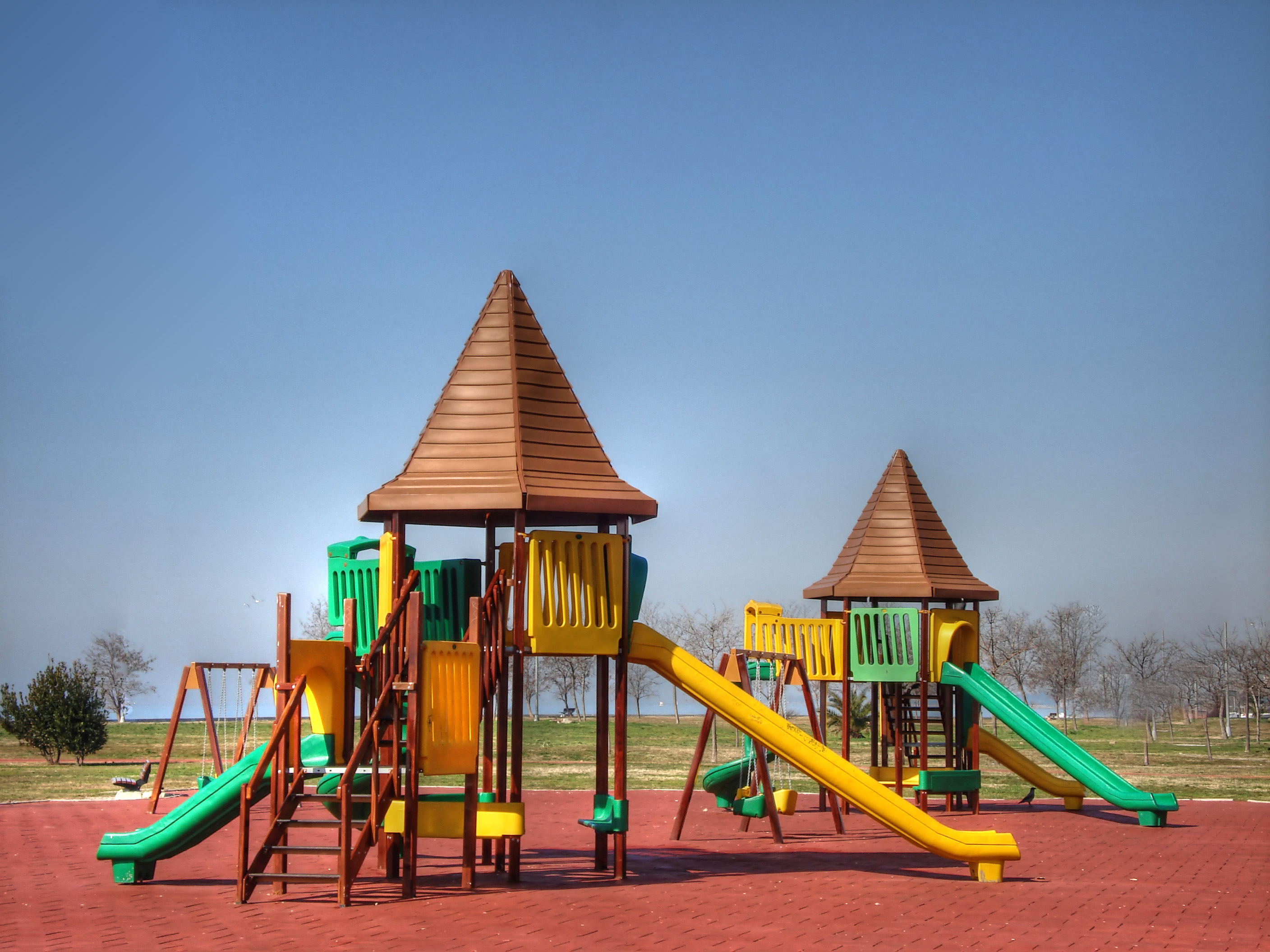
Aquesta imatge que representa un pati d'esbarjo buit pot provocar inquietud en ser despullada del seu context esperat (és a dir, la presència de persones).

Peter Heft de Pulse: the Journal of Science and Culture explora encara més la sensació d'inquietud que tant caracteritza els espais lminals. Basant-se en les obres de Mark Fisher, Heft explica que es pot sentir tal inquietud quan un individu veu una situació en un context diferent del qual espera. Per exemple, un centre comercial, que s'espera que sigui un espai ple de gent en constant moviment, es torna inquietant quan es representa abnormalment buida. Fisher va considerar que aquest «fracàs de presència» era un dels segells distintius de l'experiència estètica del misteriós.

## Història
Les imatges que representen espais liminals van guanyar popularitat en 2019 quan un petit creepypasta publicat a 4chan es va tornar viral. El creepypasta mostrava una imatge d'un passadís amb catifes grogues i paper de tapís, acompanyat d'un petit relat de terror que deia que «quan algú surt dels límits de la vida real», un pot ingressar a The Backrooms, un paràmetre entre el pla real i una altra dimensió amb presència humana inexistent i tot de passadissos amb res més que «la pudor de catifa vella i humida, la bogeria del mico-groc, l'interminable soroll de fons de les llums fluorescents al màxim brunzit, i aproximadament sis-cents milions de milles quadrades d'habitacions buides segmentades a l'atzar en les quals quedar atrapat».
Les imatges de l'espai liminal aviat van guanyar popularitat a un sector particular d'Internet. El 2019 es va crear un subreddit anomenat /r/LiminalSpace i ha acumulat més de 500 000 seguidors. Un compte de Twitter anomenat @SpaceLiminalBot, que publica fotos d'espais liminals, ha acumulat més d' 1,2 milions de seguidors, i a TikTok, l'etiqueta #liminalspaces té més de dues mil milions de visites. Al 2022 es va publicar a YouTube un video titulat The Backrooms (Found Footage) que va convertir el fenomen en un concepte molt més conegut que abans, actualment el video de 9 minuts compta amb més de 50 milions de visites.

## Recurs en el terror
Els espais liminals poden crear diverses sensacions en els espectadors, una de les més comunes és l'incertesa i en conseqüència el suspens i la por. Per aquesta raó algunes pel·lícules de terror aposten per una escenografia amb espais liminals, un exemple és The Shining de Stanley Kubrick. En aquest film trobem molts moments caracteritzats per una inquietud inexplicable. A continuació citaré alguns d'aquests espais:
Un hotel gran i buit és desconcertant, és un context conegut però d'una manera que no hauriem de veure o no estem acostumats a fer-ho. Resulta ominós (quan quelcom familiar es torna estrany). Una de les escenes més sinistres, la persecució del protagonista al seu fill, esdevé en un laberint, espai liminal per excel·lència. Un laberint és un lloc angoixant, un espai de transició en què sortir és més important que en qualsevol altre. També cal destacar l'ús recurrent de miralls, que condueixen a un altre món, un altre espai, i que augmenta la sensació d'amplitud i desemparament.